# وان تشنغ
وان تشنغ (بالصينية: 万程) (1 نوفمبر 1985 في الصين - ) هو لاعب كرة قدم صيني في مركز الهجوم. شارك مع منتخب الصين تحت 20 سنة لكرة القدم. أما مع النوادي، فقد لعب مع شاندونغ لونينغ ونادي تشونغتشينغ وTianjin Tianhai F.C. ‏.

## وصلات خارجية
- وان تشنغ على موقع قاعدة بيانات كرة القدم.إي يو (الإنجليزية)